# Dicrogonatus
Genre
Dicrogonatus est un genre d'acariens de la famille des Holothyridae.

## Répartition
Ce genre regroupe deux espèces endémiques des Seychelles.

## Description
Il s'agit de grands (4,8-6,3 mm) acariens rouges à brun rougeâtre de forme ovale large, avec une apophyse ventrale sur le genua mâle comprenant un bossage avec 1-2 épines coniques. Une structure similaire est présente chez Lindothyrus mais Dicrogonatus diffère par une armature tarsale de 0,1,2,2,3 et un peigne tibial palatin de 12-14+1 soies.
La plupart des parties sont pourvues de poils longs et distincts, la partie dorsale est glabre ou pourvue de poils fins. Les pattes I et IV sont les plus longues, les pattes II-III sont légèrement plus longues que la carapace. Il n'y a pas de dimorphisme sexuel au niveau des pattes, sauf en ce qui concerne la présence d'une apophyse génuale distincte chez les mâles. L'apophyse génuale est une saillie distincte portant une ou deux épines coniques. Des cuspides ventrales sont présentes sur les pattes II-IV. Le tarse I est dépourvu de dents distales, le tarse II a deux dents distales subégales et les tarses III-IV ont trois dents distales, la dent centrale légèrement plus longue que les latérales. Tous les segments sauf les coxae sont densément couverts de longs poils pâles.
L'épiandrium du mâle est arrondi ou triangulaire, avec des crêtes basses, non poilu. Les valves génitales mâles sont de taille subéquivalente. La plaque postgénitale femelle est plus large que longue, nettement rétrécie médialement et produite vers l'avant en deux projections qui séparent les plaques antérieures et latérales, les plaques latérales larges. La valve génitale peut présenter des modifications centrales.

## Systématique
Le genre a été décrit en 2010 par les zoologistes Justin Gerlach (d), Pekka T. Lehtinen et Michael Madl (d).

## Liste des espèces
Selon BioLib (21 juillet 2023) :
- Dicrogonatus gardineri (Warburton, 1912)
- Dicrogonatus niger (Thon, 1906)  (espèce type)

## Publication originale
- (en) Justin Gerlach et Yuri M. Marusik, Arachnida and Myriapoda of the Seychelles Islands, Siri Scientific Press, 2010 (ISBN 978-0-9558636-8-4, lire en ligne)